# Gentiana pedicellata
Gentiana pedicellata là một loài thực vật có hoa trong họ Long đởm. Loài này được (D.Don) Wall. mô tả khoa học đầu tiên năm 1831.